# 17226 Anaiahbre
A 17226 Anaiahbre (ideiglenes jelöléssel (17226) 2000 CC76) a Naprendszer kisbolygóövében található aszteroida. A LINEAR projekt keretében fedezték fel 2000. február 8-án.